# Slava Jeler
Slava Jeler, slovenska inženirka kemije, strokovnjakinja za tekstilno kemijo, * 2. marec 1931, Hotinja vas.
Leta 1957 je diplomirala iz kemije na Tehniški fakulteti v Ljubljani in 1982 doktorirala iz tekstilne tehnologije na Fakulteti za naravoslovje in tehnologijo v Ljubljani. Od leta 1957 do 1964 je bila zaposlena v mariborski tekstilni tovarni Merinka, nazadnje kot vodja plemenitilnice, nato je do leta 1998 predavala tekstilno tehnologijo na Višji tehniški šoli oziroma na Fakulteti za strojništvo v Mariboru, nazadnje od leta 1987 kot redna profesorica. V raziskovalnem delu se je posvetila fizikalno-kemijskim procesom pri plemenitenju tekstilij in proučevala barvanje tekstila in kot prva v Jugoslaviji uvedla barvne meritve. Sama ali v soavtorstvu s sodelavci je objavila več učbenikov ter znanstvenih in strokovnih člankov. Njena bibliografija obsega 427 zapisov. Od leta 1992 do 2000 je bila nacionalna koordinatorica za tekstilstvo in usnjarstvo. 

## Izbrana bibliografija
- Kinetika barvanja PA 6 vlaken s kislimi barvili (disertacija) (COBISS)
- Kemija : vaje za tekstilce (COBISS)
- Razvoj barvne metrike in modeli računalniškega receptiranja  (COBISS)
- Barvna metrika v oblačilni industriji (COBISS)